# Röttersdorf
Röttersdorf ist ein Ortsteil der Stadt Lehesten im Landkreis Saalfeld-Rudolstadt in Thüringen.

## Lage
Zwei Kilometer südöstlich von Lehesten an der Landesstraße 1096 auf einem kleinen Hochplateau des Thüringer Schiefergebirges liegt Röttersdorf. Das Straßendorf befindet sich an der Thüringisch-Fränkischen Schieferstraße.

## Geschichte
Am 20. Dezember 1509 wurde der Ort erstmals urkundlich genannt. Röttersdorf gehörte zur reußischen „Herrschaft Ebersdorf“, die zeitweise zu den Linien Reuß-Lobenstein und Reuß-Ebersdorf gehörte. 1848 kam der Ort zum Fürstentum Reuß jüngerer Linie (ab 1852 zum Landratsamt Schleiz) und 1919 zum Volksstaat Reuß. Seit 1920 gehört Röttersdorf zu Thüringen.
Am 6. April 1994 wurde Röttersdorf nach Lehesten eingemeindet.
Die Nähe zum heutigen Kernort Lehesten bedingt gute Verbindung zu allen Bereichen des Lebens. Erwerbsquellen der 169 Einwohner des Ortsteils sind u. a. die Landwirtschaft, die Arbeit im Schieferbruch sowie der Tourismus.